# Superpuchar Holandii w piłce siatkowej mężczyzn (2020)
Superpuchar Holandii w piłce siatkowej mężczyzn 2020 – 29. edycja rozgrywek o Superpuchar Holandii zorganizowana przez Holenderski Związek Piłki Siatkowej, rozegrana w dniach 3-4 października 2020 roku w Van der Knaaphal w Ede. Ze względu na niewyłonienie mistrza Holandii w sezonie 2019/2020 zdecydowano, iż w turnieju wezmą udział cztery najlepsze drużyny przed przedwczesnym zakończeniem sezonu, tj. Draisma Dynamo Apeldoorn, Amysoft Lycurgus Groningen, Active Living Orion Doetinchem oraz Sliedrecht Sport.
Rozgrywki składały się z półfinałów oraz finału. W związku z uzyskaniem przez kilku graczy Sliedrecht Sport pozytywnego testu na SARS-CoV-2 drużyna wycofała się, a Amysoft Lycurgus Groningen automatycznie awansował do finału. W drugim półfinale Active Living Orion Doetinchem pokonał w pięciu setach drużynę Draisma Dynamo Apeldoorn.
W finale zwyciężył klub Amysoft Lycurgus Groningen, zdobywając piąty w historii klubu Superpuchar Holandii.
Zgodnie z obowiązującymi na terenie Holandii restrykcjami mecze odbywały się bez udziału publiczności.

## Drużyny uczestniczące
| Drużyna                        | Osiągnięcia w sezonie 2019/2020                   |
| ------------------------------ | ------------------------------------------------- |
| Draisma Dynamo Apeldoorn       | 1. miejsce w Eredivisie przed zakończeniem sezonu |
| Amysoft Lycurgus Groningen     | 2. miejsce w Eredivisie przed zakończeniem sezonu |
| Active Living Orion Doetinchem | 3. miejsce w Eredivisie przed zakończeniem sezonu |
| Sliedrecht Sport               | 4. miejsce w Eredivisie przed zakończeniem sezonu |

## Rozgrywki

### Półfinały
| 03.10.2020 | Amysoft Lycurgus Groningen | [ i ] | Sliedrecht Sport |  |  |
|            |                            |       |                  |  |  |

1. ↑  mecz odwołany

| 03.10.2020 | Draisma Dynamo Apeldoorn | 2:3 (25:16, 21:25, 25:15, 20:25, 11:15) | Active Living Orion Doetinchem | Van der Knaaphal, Ede |  |
| 17:30      |                          |                                         |                                |                       |  |

### Finał
| 04.10.2020 | Amysoft Lycurgus Groningen | 3:1 (25:19, 25:23, 23:25, 25:21) | Active Living Orion Doetinchem | Van der Knaaphal, Ede |  |
| 16:00      |                            |                                  |                                |                       |  |